# Basilika der Unbefleckten Empfängnis (Jardín)

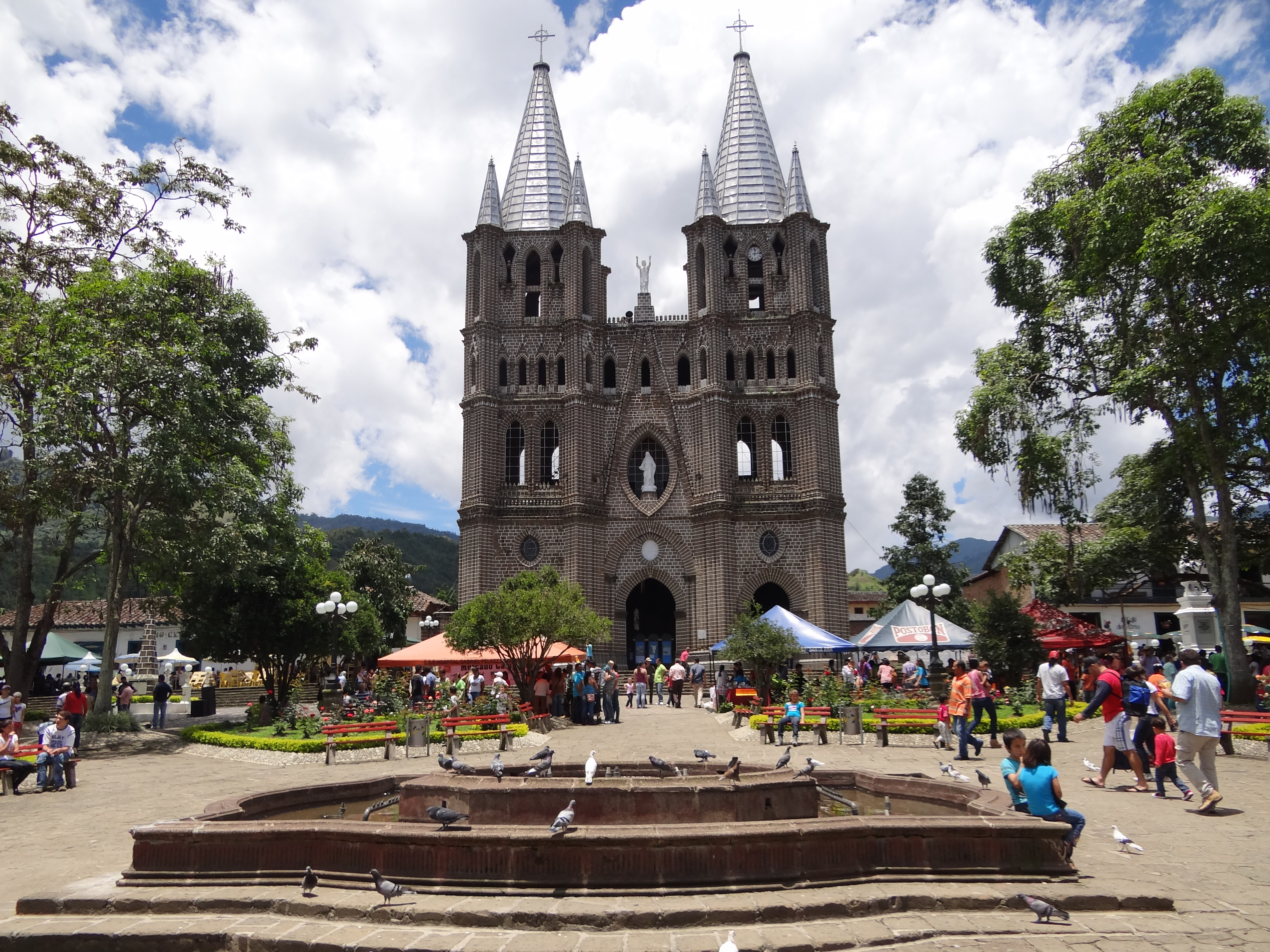
Basilika Nuestra Señora del Carmen

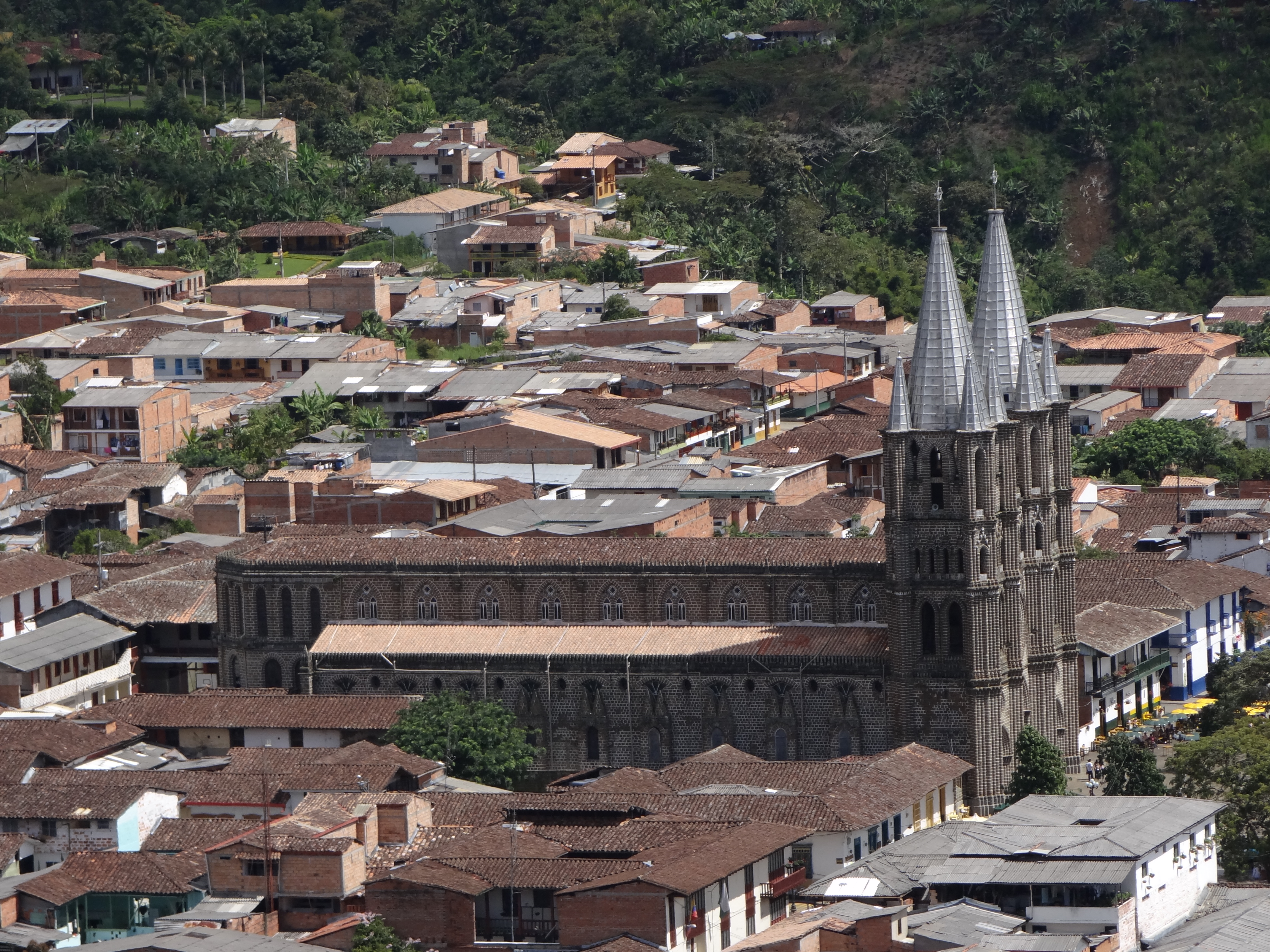
Luftbild

Die Basilika der Unbefleckten Empfängnis (spanisch Basílica de la Inmaculada Concepción) ist eine römisch-katholische Kirche in Jardín im kolumbianischen Departamento de Antioquia. Die Pfarrkirche des Bistums Jericó trägt den Titel einer Basilica minor. Ihr neugotischer Bau wurde Mitte des 20. Jahrhunderts errichtet und ist seit 1985 als nationales Baudenkmal geschützt.

## Geschichte
Jardín wurde 1872 zur Vizegemeinde und 1881 zur Pfarrei erhoben, aber erst am 20. März 1918 begann der Bau der heutigen Kirche auf Initiative des Pfarrers Juan Nepomuceno Barrera, der einige Steinbrüche im Bezirk Serranías erwarb und die Einwohner dazu motivierte, die Steine mit Ochsenkarren zu transportieren. Die Kirche wurde bereits 1932 geweiht, der Baukörper unter der Leitung von Botero aber erst 1940 abgeschlossen, die Türme und ein Teil der Fassade wurden zwischen 1942 und 1949 fertiggestellt.
Im Jahr 1979 wurde die Stadt von einem Erdbeben erschüttert, das nicht nur die Kirche, sondern auch den vor der Kirche gelegenen Parque El Libertador und mehrere Stampflehmbauten in Mitleidenschaft zog. Der Park musste fast vollständig umgebaut werden, und insbesondere im Fall der Kirche mussten mehrere Türen repariert und zwei Notausgänge gebaut werden; diese Renovierungsarbeiten wurden genutzt, um die Lautsprecheranlage zu verbessern. Am 3. Juni 2003 wurde die Kirche auf Beschluss von Papst Johannes Paul II. in den Rang einer Basilika minor erhoben und war damit die 24. kolumbianische Kirche, die diesen Titel erhielt.

## Beschreibung

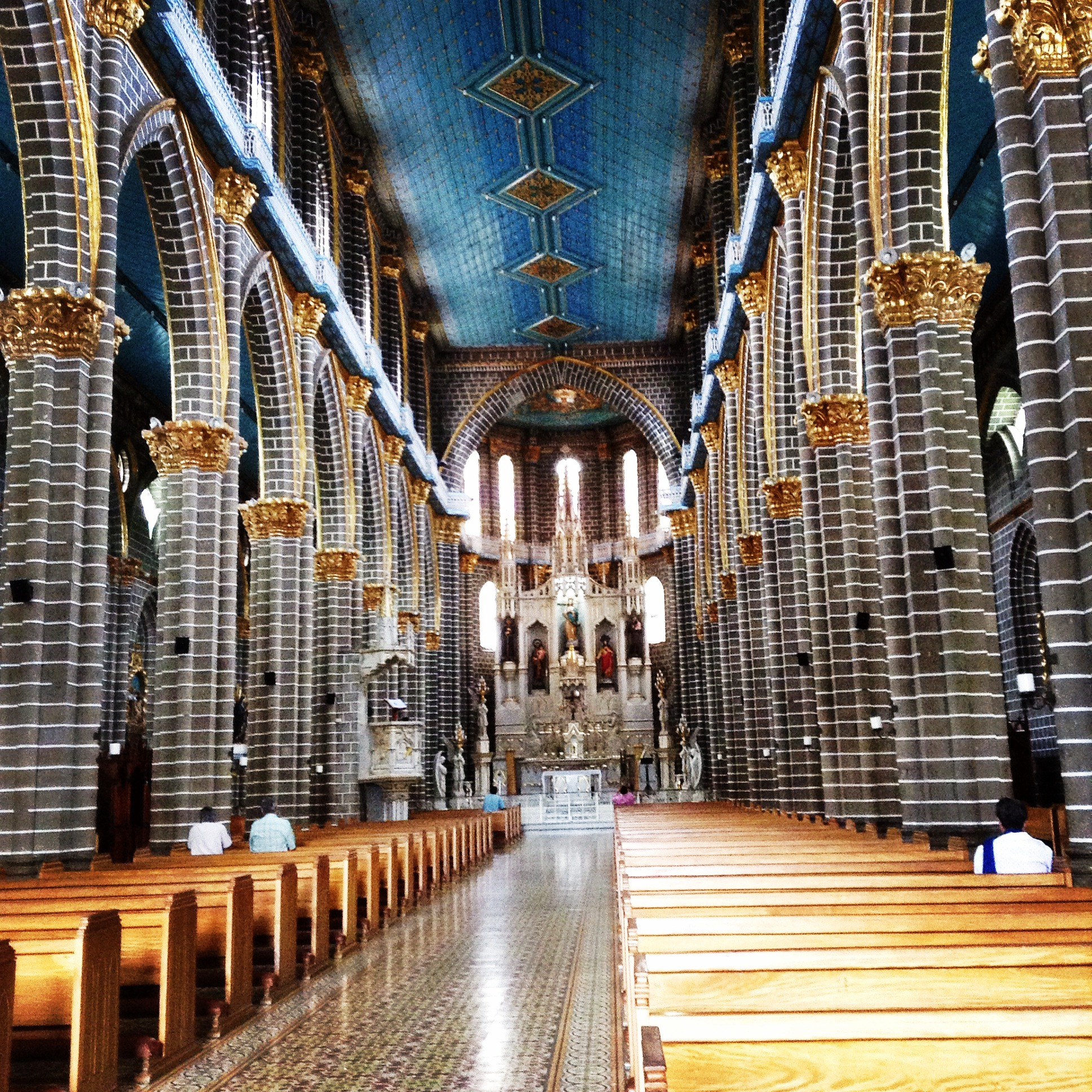
Innenraum

Die dreischiffige Basilika nimmt eine Fläche von 1680 m² ein, die vollständig aus handbehauenen Steinen gebaut wurde, gewonnen in einem Steinbruch der Gemeinde im Bezirk Serranías. Sie ist mit einer flachen Decke statt eines Gewölbes überspannt, getragen von 32 mit 18-karätigem Gold verkleideten Kapitellen und Bögen. Sie verfügt über 128 Fenster und Oberlichter sowie zwei Glocken aus Hamburg. Ebenfalls aus Carrara-Marmor sind die Statue des hl. Johannes des Täufers, das Weihwasserbecken, der Hauptaltar, der Tabernakel, das Expositorium, die 12 Schutzengel, die Kanzel, das Taufbecken und die Stufen der Kommunionbank. Die beiden Türme und ihre Kreuze sind aus Aluminium gefertigt.